# Дусје
Дусје (фр. Doucier) насеље је и општина у источној Француској у региону Франш-Конте, у департману Јура која припада префектури Лон ле Соније.
По подацима из 2004. године у општини је живело 306 становника, а густина насељености је износила 21 становника/km². Општина се простире на површини од 12,52 km². Налази се на средњој надморској висини од 528 метара (максималној 635 m, а минималној 447 m).

## Демографија
| 1962. | 1968. | 1975. | 1982. | 1990. | 1999. | 2011. |
| ----- | ----- | ----- | ----- | ----- | ----- | ----- |
| 206   | 224   | 192   | 202   | 231   | 270   | 345   |

График промене броја становника у току последњих година